# Greetings from L.A.
Greetings from L.A. är det sjunde studioalbumet med den amerikanske sångaren och låtskrivaren Tim Buckley. Albumet spelades in i Far Out Studios i Hollywood, Kalifornien och lanserades av Straight Records oktober 1972.

## Låtlista
Sida 1
1. "Move With Me" (Tim Buckley, Jerry Goldstein) – 4:52
2. "Get on Top" (Buckley) – 6:33
3. "Sweet Surrender" (Buckley) – 6:47

Sida 2
1. "Nighthawkin'" (Buckley) – 3:21
2. "Devil Eyes" (Buckley) – 6:50
3. "Hong Kong Bar" (Tim Buckley, Joe Falsia) – 7:08
4. "Make It Right" (Tim Buckley, Larry Beckett, Joe Falsia, Jerry Goldstein) – 4:07

## Medverkande
- Tim Buckley – gitarr, 12-strängad gitarr, sång
- Chuck Rainey – gitarr
- Venetta Fields – sång
- Clydie King – sång
- Lorna Willard – sång
- Joe Falsia – gitarr
- Reinhold Press – basgitarr
- Chuck Rainey – basgitarr
- Harry Hyams – viola
- Ralph Schaeffer – viola
- Louis Kievman – violin
- Robert Konrad – violin, guitar
- William Kurash – violin
- Jesse Ehrlich – cello
- Kevin Kelly – orgel, piano
- Paul Norros – saxofon
- Eugene Siegel – saxofon
- Jerry Goldstein – percussion
- Carter Collins – congas
- Ed Greene – trummor